# Superóxido de lítio
Superóxido de lítio seria o composto de fórmula (LiO2).
Superóxido de lítio é o principal produto da reação de co-condensação de uma cadeia de átomos de lítio com um jato de oxigênio molecular, na faixa de temperaturas de 4,2 a 15 K. É observada uma banda de 1097 cm-1, atribuída ao modo vibracional simétrico oxigênio-oxigênio. Bandas mais fracas de 1134 e 1148 cm-1 são atribuídas a agregados maiores de LiO2.